# BIG6 European Football League
La BIG6 European Football League è una competizione europea di football americano per squadre di club giocata dal 2014, istituita dalla federazione europea in concorrenza con la IFAF Europe Champions League.

## Team partecipanti
In grassetto i team che partecipano alla stagione in corso (o all'ultima stagione).
| Team                         | Numero Partecipazioni | Miglior piazzamento Stagione regolare | Titoli vinti |
| ---------------------------- | --------------------- | ------------------------------------- | ------------ |
| Amsterdam Crusaders          | 2                     |                                       | 0            |
| Argonautes d'Aix-en-Provence | 1                     | 3° (Gruppo A) 2016                    | 0            |
| Badalona Dracs               | 1                     |                                       | 0            |
| Berlin Adler                 | 3                     | 1° (Gruppo B) 2014                    | 1            |
| Berlin Rebels                | 1                     |                                       | 0            |
| Calanda Broncos              | 1                     | 3° (Gruppo B) 2014                    | 0            |
| Carlstad Crusaders           | 0                     |                                       | 0            |
| Dresden Monarchs             | 1                     | 2° (Gruppo A) 2014                    | 0            |
| Flash de La Courneuve        | 2                     | 3° (Gruppo A) 2015                    | 0            |
| Frankfurt Universe           | 2                     | 1° (Gruppo B) 2017 (Gruppo A) 2018    | 0            |
| New Yorker Lions             | 5                     | 1° (Gruppo A) 2014 2015 2016          | 3            |
| Schwäbisch Hall Unicorns     | 2                     | 1° (Gruppo B) 2015                    | 0            |
| Seamen Milano                | 1                     |                                       | 0            |
| Tirol Raiders                | 3                     | 1° (Gruppo B) 2016                    | 0            |
| Vienna Vikings               | 3                     | 2° (Gruppo B) 2015 (Gruppo A) 2016    | 0            |

Partecipazioni comprensive della stagione 2017.

## Finali disputate
| Anno | Località             | Squadra Vincitrice | Punteggio | Squadra perdente         |
| ---- | -------------------- | ------------------ | --------- | ------------------------ |
| 2014 | Berlino              | Berlin Adler       | 20-17     | New Yorker Lions         |
| 2015 | Braunschweig         | New Yorker Lions   | 24-14     | Schwäbisch Hall Unicorns |
| 2016 | Innsbruck            | New Yorker Lions   | 35-21     | Tirol Raiders            |
| 2017 | Francoforte sul Meno | New Yorker Lions   | 55-14     | Frankfurt Universe       |
| 2018 | Francoforte sul Meno | New Yorker Lions   | 20-19     | Frankfurt Universe       |